# Reazione di Corey-Chaykovsky
La reazione di Corey-Chaykovsky, o reazione di Johnson-Corey-Chaykovsky, è una reazione utilizzata in chimica organica per sintetizzare epossidi, aziridine e ciclopropani. Fu scoperta nel 1961 da A. William Johnson, e significativamente studiata da E. J. Corey e Michael Chaykovsky.
La reazione coinvolge l'attacco nucleofilo di un'ilide di zolfo (sia un solfossido o un solfuro) nei confronti di un chetone (nel caso si voglia produrre un epossido) oppure un'immina (nel caso delle aziridine).
La seconda fase prevede l'eliminazione di un buon gruppo uscente, in questo caso una molecola di dimetilsolfossido, con entrata dell'eteroatomo (3-exo-tet).
Possono essere ottenuti ciclopropani mediante l'utilizzo di un chetone coniugato, ottenendo un'addizione al doppio legame.
Mediante l'utilizzo di ilidi chirali è possibile ottenere un'ottima stereoselettività, con interessanti eccessi enantiomerici: